# Hrabstwo Clatsop
Hrabstwo Clatsop (ang. Clatsop County) – hrabstwo w stanie Oregon w Stanach Zjednoczonych. Obszar całkowity hrabstwa obejmuje powierzchnię 1084,75 mil² (2809,49 km²). Według szacunków United States Census Bureau w roku 2009 miało 37 243 mieszkańców.
Hrabstwo powstało w 1844 roku. 

## Miasta[4]
- Astoria
- Cannon Beach
- Gearhart
- Seaside
- Warrenton

## CDP[4]
- Jeffers Garden
- Westport